# Roh hojnosti

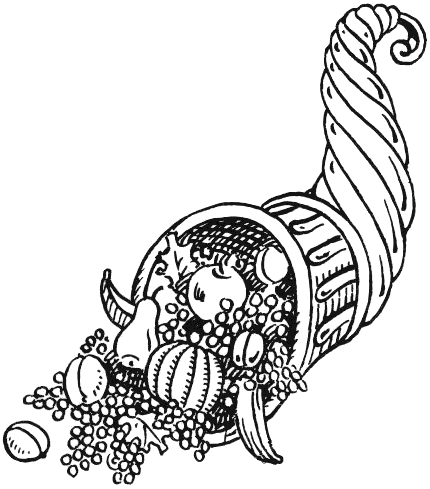
Roh hojnosti

Roh hojnosti (řecky κέρας Ἀμαλθείας [keras Amaltheias] - „Amalthein roh“, latinsky cornu copiae) je symbol bohatství a hojnosti pocházející z doby antiky. Jedná se o nádobu ve tvaru rohu naplněnou různými zemědělskými produkty ze sklizně a někdy i zlatými mincemi.
Roh hojnosti pochází z řecké mytologie, kde je o něm několik pověstí. Jedna z nejznámějších je o Diovi, jehož otec Kronos všechny své děti polykal, ale matka Dia ušetřila a ukryla ho na Krétě. O malého Dia se zde staraly nymfy, které ho krmily medem, mlékem ho zas živila koza Amaltheia. Malý Zeus měl velkou sílu a při hře s kozou Amaltheiou jí náhodou roh ulomil. Roh poté získal zázračnou moc se stále plnit hojností jídla, podobně jako Amaltheia dávala Diovi hojnost mléka. Po smrti Amaltheie ho prý dostala bohyně štěstí a blahobytu Tyché.
V novověku je roh hojnosti zobrazován v umění, malířství i sochařství, jako proutěný košík rohovitého tvaru. V USA existuje tradice spojující roh hojnosti se Dnem díkůvzdání, takže je tam i častěji zobrazován.

## Státní symbolika
Symbol rohu hojnosti je zobrazen na několika státních znacích, a tím i na vlajkách (většinou státních), které tyto znaky obsahují.

### Příklady státních znaků
- Státní znak Hondurasu
- Státní znak Panamy
- Státní znak Peru
- Státní znak Venezuely

### Příklady vlajek
- Honduraská námořní válečná vlajka
- Peruánská státní vlajka
- Venezuelská státní vlajka